# Une femme sans mari
Pour plus de détails, voir Fiche technique et Distribution.
Une femme sans mari (A Slave of Fashion) est un film muet américain de Hobart Henley sorti en 1925, d’après la pièce de théâtre de Samuel Shipman.

## Fiche technique
- Titre : Une femme sans mari
- Titre original : A Slave of Fashion
- Réalisation : Hobart Henley
- Scénario : Bess Meredyth et Jane Murfin d'après une histoire de Samuel Shipman
- Société de production : MGM
- Image : Ben F. Reynolds
- Direction artistique : Cedric Gibbons
- Pays de production :  États-Unis
- Genre : Comédie romantique
- Format : Noir et blanc - film muet
- Durée : 60 minutes
- Dates de sortie :
  - États-Unis : 20 juillet 1925 (première à New York), 23 août 1925 (sortie nationale)

## Distribution
- Norma Shearer : Katherine Emerson
- Lew Cody : Nicholas Wentworth
- William Haines : Dick Wayne
- Mary Carr : Mère Emerson
- James Corrigan : Père Emerson
- Vivia Ogden : Tante Sophie
- Miss DuPont : Madeline
- Estelle Clark : Mayme
- Sidney Bracey : Hobson
- Joan Crawford : Mannequin (non créditée)